# Mount Marzolf
Mount Marzolf är ett berg i Antarktis. Det ligger i Östantarktis. Australien gör anspråk på området. Toppen på Mount Marzolf är 1 803 meter över havet, eller 180 meter över den omgivande terrängen. Bredden vid basen är 5,8 km.
Terrängen runt Mount Marzolf är huvudsakligen kuperad, men åt nordväst är den platt. Trakten är obefolkad. Det finns inga samhällen i närheten.